# Tournoi de clôture du championnat du Chili de football 2017
Navigation
Tournoi précédent Tournoi suivant
Le tournoi de clôture de la saison 2017 du Championnat du Chili de football est le second tournoi de la quatre-vingt-quatrième édition du championnat de première division au Chili. 
La saison sportive est scindée en deux tournois saisonniers, Ouverture et Clôture, qui décernent chacun un titre de champion. Le fonctionnement de chaque tournoi est le même : l'ensemble des équipes est regroupé au sein d'une poule unique où elles affrontent les autres clubs une seule fois. Le vainqueur du tournoi de Clôture se qualifie pour la Copa Libertadores 2018 et est protégé de la relégation en fin de saison. 
La relégation est décidée à l'issue du tournoi de Clôture. Un classement cumulé des deux tournois est effectué : le dernier de ce classement est relégué et remplacé par la meilleure formation de Segunda Division, la deuxième division chilienne.
C'est le CF Universidad de Chile qui remporte le tournoi après avoir terminé en tête du classement final, avec un seul point d’avance sur Colo Colo et six sur le CD Universidad de Concepción. C'est le dix-huitième titre de champion du Chili de l'histoire du club.

## Les clubs participants
- Colo Colo
- Universidad Católica
- CF Universidad de Chile
- Club de Deportes Iquique
- Club de Deportes Antofagasta
- Club Deportivo Huachipato
- Club Deportivo O'Higgins
- Club de Deportes Cobresal
- Unión Española
- Audax Italiano
- Club Deportivo Palestino
- CD San Luis de Quillota
- CD Santiago Wanderers
- CD Universidad de Concepción
- Deportivo Temuco
- CD Everton Viña del Mar

## Compétition
Le barème utilisé pour établir le classement est le suivant :
- Victoire : 3 points
- Match nul : 1 point
- Défaite : 0 point

### Phase régulière

#### Classement
| Rang | Équipe                       | Pts | J  | G | N | P  | Bp | Bc | Diff |
| ---- | ---------------------------- | --- | -- | - | - | -- | -- | -- | ---- |
| 1    | CF Universidad de Chile      | 30  | 15 | 9 | 3 | 3  | 24 | 11 | +13  |
| 2    | Colo-Colo                    | 29  | 15 | 8 | 5 | 2  | 29 | 13 | +16  |
| 3    | CD Universidad de Concepción | 24  | 15 | 6 | 6 | 3  | 16 | 13 | +3   |
| 4    | Universidad CatólicaT        | 23  | 15 | 7 | 2 | 6  | 25 | 23 | +2   |
| 5    | Unión Española               | 22  | 15 | 6 | 4 | 5  | 25 | 21 | +4   |
| 6    | Club de Deportes Iquique     | 22  | 15 | 5 | 7 | 3  | 23 | 20 | +3   |
| 7    | Audax Italiano               | 22  | 15 | 6 | 4 | 5  | 23 | 23 | 0    |
| 8    | Club Deportivo O'Higgins     | 22  | 15 | 6 | 4 | 5  | 20 | 20 | 0    |
| 9    | Deportivo TemucoP            | 22  | 15 | 6 | 4 | 5  | 17 | 17 | 0    |
| 10   | CD Everton Viña del MarP     | 21  | 15 | 5 | 6 | 4  | 19 | 14 | +5   |
| 11   | Club de Deportes Antofagasta | 18  | 15 | 4 | 6 | 5  | 21 | 18 | +3   |
| 12   | CD San Luis de Quillota      | 18  | 15 | 5 | 3 | 7  | 19 | 25 | -6   |
| 13   | Club Deportivo Huachipato    | 18  | 15 | 5 | 3 | 7  | 17 | 25 | -8   |
| 14   | Club Deportivo Palestino     | 14  | 15 | 3 | 5 | 7  | 16 | 25 | -9   |
| 15   | CD Santiago Wanderers        | 13  | 15 | 3 | 4 | 8  | 19 | 24 | -5   |
| 16   | Club de Deportes Cobresal    | 8   | 15 | 2 | 2 | 11 | 16 | 37 | -21  |

|  | Qualification pour la Copa Libertadores 2018      |
|  | T : Tenant du titre P : Promu de Segunda Division |

### Classement cumulé
| Rang | Équipe                       | Pts | J  | G  | N  | P  | Bp | Bc | Diff |
| ---- | ---------------------------- | --- | -- | -- | -- | -- | -- | -- | ---- |
| 1    | Universidad Católica         | 54  | 30 | 16 | 6  | 8  | 62 | 41 | +21  |
| 2    | Colo-Colo                    | 52  | 30 | 14 | 10 | 6  | 55 | 33 | +22  |
| 3    | CF Universidad de Chile      | 51  | 30 | 14 | 9  | 7  | 47 | 33 | +14  |
| 4    | Club de Deportes Iquique     | 50  | 30 | 13 | 11 | 6  | 51 | 42 | +9   |
| 5    | Unión Española               | 49  | 30 | 14 | 7  | 9  | 52 | 41 | +11  |
| 6    | Club Deportivo O'Higgins     | 48  | 30 | 13 | 9  | 8  | 43 | 35 | +8   |
| 7    | CD San Luis de Quillota      | 39  | 30 | 11 | 6  | 13 | 40 | 47 | -7   |
| 8    | Deportivo TemucoP            | 38  | 30 | 11 | 5  | 14 | 32 | 38 | -6   |
| 9    | CD Universidad de Concepción | 38  | 30 | 10 | 8  | 12 | 31 | 38 | -7   |
| 10   | Club de Deportes Antofagasta | 37  | 30 | 9  | 10 | 11 | 38 | 40 | -2   |
| 11   | Audax Italiano               | 37  | 30 | 10 | 7  | 13 | 40 | 51 | -11  |
| 12   | CD Everton Viña del MarP     | 36  | 30 | 8  | 12 | 10 | 41 | 42 | -1   |
| 13   | Club Deportivo Huachipato    | 36  | 30 | 9  | 9  | 12 | 41 | 49 | -8   |
| 14   | Club Deportivo Palestino     | 35  | 30 | 9  | 8  | 13 | 41 | 44 | -3   |
| 15   | CD Santiago Wanderers        | 31  | 30 | 8  | 7  | 15 | 32 | 44 | -12  |
| 16   | Club de Deportes Cobresal    | 24  | 30 | 6  | 6  | 18 | 30 | 58 | -28  |

|  | Relégation en seconde division |
|  | P : Promu de Segunda Division  |

## Bilan du tournoi
| Championnat du Chili de football 2017 |                                     |
| Champion                              | CF Universidad de Chile (18e titre) |
| Qualifications continentales          |                                     |
| Copa Libertadores 2018                | CF Universidad de Chile             |
| Promotions et relégations             |                                     |
| Promus en Primera División            | Provincial Curicó Unido             |
| Relégués en Segunda División          | Club de Deportes Cobresal           |